# 擬刺蟾鯰
擬刺蟾鯰，為輻鰭魚綱鯰形目擬油鯰科的其中一種，為熱帶淡水魚類，分布於南美洲馬拉開波湖的Catatumbo河流域，體長可達80公分，棲息在底層水域，生活習性不明。

## 扩展阅读
維基物種上的相關：擬刺蟾鯰